# León Viejo
León Viejo (Gamla León) är lämningarna av en av Spaniens första bosättningar i Amerika, sedan år 2000 uppsatt på Unescos Världsarvslista. Staden grundades 1524 av Francisco Hernández de Córdoba, vars kvarlevor påträffades där 2000.
Ruinerna ligger precis söder om Puerto Momotombo vid foten av vulkanen Momotombo i kommunen La Paz Centro i departementet León i Nicaragua, cirka 40 kilometer öster om den moderna staden León. 1609 utsattes León Viejo för en jordbävning och året därpå förstördes staden av ett vulkanutbrott. Staden flyttades då till nya León, som periodvis fungerade som huvudstad i landet fram till 1851 då denna roll övertogs av Managua.